# 林高遠
林 高遠（りん こうえん、リン ガオユエン、簡体字:林 高远、Lin Gaoyuan、1995年3月19日 - ）は、中国・広東省深圳市出身の男子卓球選手。

## 経歴
広東省深圳市出身。卓球場を経営していた父の影響で卓球を始める。14歳で卓球中国代表の2軍に入り、世界ジュニア卓球選手権のシングルスでは、2010年から2012年までの3大会連続で銀メダルを獲得した。
2017年に行われた中国国内の選考会では、世界ランクトップクラスであり代表入り確実とみられていた樊振東・許昕を次々と破り、世界選手権デュッセルドルフ大会への出場権を獲得。世界選手権初デビューとなる同大会シングルスでは、許昕にフルゲームの末敗れ、ベスト16に終わった。同年行われたアジアカップでは、決勝で樊振東を破り優勝を果たした。
2017年10月には世界ランク9位となり、自身初の世界ランクTOP10入りを果たした。
2018年の世界選手権ハルムスタッド大会で初めて団体メンバーに名を連ねて金メダルを獲得した。
2019年4月の世界選手権ブダペスト大会でシングルは準々決勝で馬龍に敗れてベスト8だったものの、ダブルスで銅メダルを獲得し、個人戦で初めてメダルを獲得した。
2019年5月に自身最高の世界ランク２位となる。
2023年の世界選手権ダーバン大会では、シングルス準々決勝でまたも馬龍に敗れ、メダル獲得を阻まれる結果となった。
2024年3月には2021年3月以来となる世界ランク4位を記録した。
2024年3月に行われたシンガポールスマッシュでは馬龍と組んだ男子ダブルスで大会2連覇中で当時の世界ランク1位と2位の樊振東/王楚欽ペアを3−2のフルゲームで下し、自身初のグランドスマッシュタイトルを獲得した。
2024年4月に4年振りに行われたワールドカップでは、準々決勝で当時の世界王者・樊振東を4−2で、準決勝で張本智和を4−0で下して自身初となる決勝に進出する。決勝では絶対王者・馬龍相手に3ゲームを連取し初優勝に王手とするが、そこから4ゲーム連取されて3−4で敗れ準優勝となった。この好成績で世界ランク5位に浮上した。2025年8月時点ではこれが最後のTOP5入りである。

## プレースタイル
サウスポーの選手で、前陣でのプレーを得意とする。特にコンパクトなスイングから繰り出されるバックハンドドライブはスピード、精度ともに高い。
大舞台でのメンタル面に課題がある。2017年のワールドカップ準々決勝のティモ・ボル戦では、第7ゲームで10-4から6点連取、デュースの末逆転されタイトルを逃している。